# Progressed
Progressed е е преиздадена версия на шестия студиен албум на британската поп група Take That от 2011 година.
Преиздадената версия включва осем неиздавани досега песни, пакетирани заедно с албума Progress. Излизат общо два сингъла Love Love и When We Were Young.

## Списък на песните

### CD 1
1. When We Were Young – 4:34
2. Man – 4:39
3. Love Love – 3:43
4. The Day the Work Is Done – 4:04
5. Beautiful – 4:14
6. Don't Say Goodbye – 3:54
7. Aliens – 4:48
8. Wonderful World – 4:58

### CD 2
1. The Flood – 4:49
2. SOS – 3:44
3. Wait – 4:15
4. Kidz – 4:42
5. Pretty Things – 4:03
6. Happy Now – 4:03
7. Underground Machine – 4:15
8. What Do You Want from Me? – 4:37
9. Affirmation – 3:54
10. Eight Letters – 4:41
11. Flowerbed (скрит трак) – 3:48